# 武陵蚁微蛛
武陵蚁微蛛（学名：Solenysa wulingensis）为皿蛛科蚁微蛛属的动物。在中国大陆，分布于湖南等地，主要生活于地表。该物种的模式产地在湖南。